# جواو كامبوس دي أرواخو
جواو كامبوس دي أرواخو هو سياسي برازيلي، ولد في 28 ديسمبر 1962 في Peixe ‏ في البرازيل. نشط حزبياً في الحزب الديمقراطي الاجتماعي البرازيلي. وقد انتخب federal deputy of Goiás ‏ خلال فترته النيابية ‏ (1 فبراير 2019 – ) وانتخب عضو مجلس النواب البرازيلي ‏ خلال فترته النيابية ‏ وانتخب عضو مجلس النواب البرازيلي ‏ عن دائرة Goiás ‏ وقد انضم خلال فترته النيابية ‏ للكتلة البرلمانية Republicans (Brazil) ‏.